# Mỹ An (xã), Tháp Mười
Mỹ An là một xã thuộc huyện Tháp Mười, tỉnh Đồng Tháp, Việt Nam.

## Địa lý
Xã Mỹ An có vị trí địa lý:
- Phía đông bắc giáp xã Tân Kiều
- Phía tây bắc giáp thị trấn Mỹ An
- Phía đông nam giáp xã Đốc Binh Kiều và xã Phú Điền
- Phía tây nam giáp xã Phú Điền.

## Lịch sử
Quyết định số 4-CP ngày 05 tháng 01 năm 1981 của Hội đồng Chính phủ, chia huyện Cao Lãnh thành hai huyện lấy tên là huyện Cao Lãnh và huyện Tháp Mười, xã Mỹ An thuộc huyện Tháp Mười.
Quyết định số 36-HĐBT ngày 06 tháng 03 năm 1984 của Hội đồng Bộ trưởng, giải thể 4 xã Mỹ Hoà, Đốc Binh Kiều, Mỹ An, Thanh Mỹ để thành lập 6 xã và một thị trấn mới là xã Mỹ Hoà, Tân Kiều, Đốc Binh Kiều, Phú Điền, Thanh Mỹ, Mỹ An và thị trấn Mỹ An.

## Hành chính
Xã Mỹ An được chia thành 5 ấp.

## Ảnh
|  |  |
|  |  |